# Chanson d’Amour (Lied)
Chanson d’Amour ist ein Schlager im Stil des Slowfox. Er wurde von Wayne Shanklin komponiert und wurde in der Version von The Manhattan Transfer ein Nr.1-Hit. Textlich mischt er englische und französische Phrasen.
Im Jahr 1958 erschien die Single Chanson d’Amour erstmals bei Era Records, komponiert von Wayne Shanklin für das singende Ehepaar Art & Dotty Todd aus New Jersey. Die Single kletterte bis auf Platz 6 in den US-Charts. Es war der einzige Hit dieses One-Hit-Wonders, jedoch konnte das Duo eine mehrjährige Nachtclub-Karriere in Las Vegas und später auf Hawaii bestreiten.
Ebenfalls 1958 wurde eine deutschsprachige Version von Angèle Durand veröffentlicht.
1976 erschien eine Coverversion des Titels von der US-Gesangsgruppe The Manhattan Transfer auf dem Album Coming Out. Den Sologesang übernahm Janis Siegel. Die Single erreichte 1977 Platz 1 in den britischen Charts sowie Platz 6 in der Schweiz und Platz 20 in Deutschland.

## Coverversionen
- 1958: The Fontane Sisters
- 1966: The Lettermen
- 1976: The Manhattan Transfer